# Аеродром Авејл
Аеродром Авејл (: ) је ваздухопловно пристаниште код града Авејл у вилајету Северни Бахр ел Газал у Јужном Судану. Смештен је на 425 метара надморске висине и има једну полетно-слетну стазу дужине 1.200 метара.